# Squillani
Squillani è una frazione di 276 abitanti del comune Roccabascerana in provincia di Avellino.

## Geografia fisica
Si trova nell'estremità della zona nord del comune di Roccabascerana, ai confini con il comune di Ceppaloni della provincia di Benevento e le frazioni di Tufara Valle Cassano e Zolli. Il territorio di Squillani sorge a 350 metri sul livello del mare.

## Storia
Deriva dal nome "Squillaci", nome che deriva da un'abitante dal nome di Squillaci o Squillano, la frazione è di origini antiche dal XVI secolo o XVII secolo. Nella frazione è presente un antico edificio ricostruito nel 1688 a seguito del terremoto, divenuto successivamente chiesa, inaugurata dal Papa Benedetto XIII nel 1700, come chiesa di Squillani, esattamente come furono inaugurate in quel periodo le chiese di San Giorgio e San Leonardo nel comune di Roccabascerana. A Squillani è presente anche un'antica lapide raffigurante un uomo con un bambino in braccio, si tratta di un "Lare Romano", divinità protettrice del focolare domestico.

## Monumenti e luoghi d'interesse
Chiesa di Santo Stefano e Maria Santissima del Carmelo
La chiesa parrocchiale di Squillani venne costruita tra il 1700 e il 1705 dalle maestranze campane locali. Nel corso degli anni, l'edificio ha mantenuto intatto il suo impianto originale, senza subire crolli o danni significativi che ne alterassero la struttura. Nel 1990, in seguito agli eventi sismici del 1980, sono stati eseguiti interventi di manutenzione straordinaria, riguardanti la copertura e le facciate dell'edificio. La chiesa è realizzata in muratura portante ed è caratterizzata da una pianta rettangolare con una sola navata centrale che si conclude con l'abside. L'edificio si distingue per i prospetti in muratura di tufo faccia vista.